# North Las Vegas, Nevada
Bắc Las Vegas (tiếng Anh: North Las Vegas) là một thành phố trong Quận Clark, Nevada, Hoa Kỳ. Theo điều cuộc điều tra dân số năm 2000, thành phố có tổng dân số 115.488, với một số dân theo ước tính của Cục điều tra dân số năm 2006 là 197.567 người, và theo ước tính của Quận Clark là 202.520 người vào thời điểm 1 tháng 7 năm 2006 

## Lịch sử
Sân bay Sky Haven (sau này là Sân bay Bắc Las Vegas) được thành lập vào ngày 7 tháng 12 năm 1941.
Thành phố được thành lập ngày 16 tháng 5 năm 1946.

## Địa lý
Bắc Las Vegas nằm ở tọa độ 36°13′43″B 115°8′48″T / 36,22861°B 115,14667°TĐã đưa tham số không hợp lệ vào hàm {{#coordinates:}} (36.228511, -115.146593)1.
Theo Cục điều tra dân số Hoa Kỳ, thành phố có tổng diện tích 203,3 km² (78,5 mi²), tất cả đều là mặt đất.

## Cơ cấu dân số
Theo cuộc điều tra dân số2 năm 2000, thành phố có 115.488 người, 34.018 hộ và 27.112 gia đình. Mật độ dân số là 568,0/km² (1.471,0/mi²). Có 36.600 đơn vị nhà ở với mật độ bình quân 180,0 đơn vị/km² (466,2 đơn vị/mi²). Cơ cấu chủng tộc như sau: 55,93% người da trắng, 19,02% người Mỹ gốc Phi, 0,82% người Mỹ bản xử, 3,24% người châu Á, 0,53% người đảo Thái Bình Dương, 15,78% từ các chủng tộc khác, và 4,68% từ hai chủng tộc trở lên. 37,61% là người gốc Tây Ban Nha hay người Latin, thuộc bất cứ dân tộc nào.
Có 34.018 hộ trong đó có 47,8% có trẻ em dưới 18 tuổi sống chung với họ, 57,3% là các cặp kết hôn sống với nhau, 15,2% có chủ hộ là một nữ không có mặt của chồng và 20,3% là không lập gia đình. 13,6% tổng số hộ gồm những cá nhân riêng lẻ và 3,2% có người sống một mình với tuổi 65 trở lên. Cỡ trung bình của hộ 3,36 người và của gia đình là 3,67 người.
Dân số thành phố có độ tuổi dưới 18 là 33,9%, 9,6% từ 18 đến 24, 34,3% từ 25 đến 44, 16,4% từ 45 đến 64, và 5,8% có độ tuổi 65 trở lên. Tuổi trung bình là 29. Cứ 100 nữ có 104,3 nam. Cứ 100 nữ tuổi 18 trở lên có 103,1 nam.
Thu nhập bình quân một hộ là $46.057, và của gia đình là $46.540. Đàn ông có thu nhập $32.205 so với mức $25.836 của phụ nữ. Thu nhập bình quân đầu người của thành phố là $16.023. Khoảng 11,8% gia đình và 14,8% dân số sống dưới ngưỡng nghèo, bao gồm 19,6% số này có độ tuổi dưới 18 và 8,8% có độ tuổi từ 65 trở lên.

## Giao thông
Bắc Las Vegas có lẽ được người ta biết đến nhiều nhất, ngoài vì lý do là một phần của vùng đô thị Las Vegas ra, là do đây có Căn cứ không quân Nellis.
Thành phố cũng có Sân bay Bắc Las Vegas. Hãng hàng không Scenic (Scenic Airlines), một hãng hàng không khu vực có trung tâm hoạt động ở đây.